# Fernando Ortuño Sobrado
Fernando Ortuño Sobrado (Carmen, San José, 26 de marzo de 1927 - 14 de mayo de 2004) fue un político, empresario cafetalero, abogado, notario, diplomático y escritor costarricense.

## Biografía
Ortuño Sobrado nació en el distrito metropolitano del Carmen, en el cantón central de San José, el 26 de marzo de 1927. Estudió Derecho en la Universidad de Costa Rica y Letras en la Universidad de Montreal, Canadá. No ejerció como abogado al dedicarse a una empresa cafetalera. Presidió la Cámara de Industrias y fue fundador de la Compañía Costarricense del Café (CAFESA) de la cual fue director ejecutivo.

## Carrera política
Ortuño fue miembro de la Junta Fundadora de la Segunda República tras la Revolución del 48 donde le fue otorgado el grado de Mayor y asesor militar. Luego fue nombrado agregado comercial de la embajada de Costa Rica en Washington D. C. y representante ante la Junta Interamericana de Defensa. Fue diputado en el período 1962-1966 y luego en 1966 bajo la administración Trejos Fernández fue embajador costarricense ante los Estados Unidos, Canadá y la Organización de los Estados Americanos. Ortuño fue precandidato en las primarias del Partido Unificación Nacional en 1973 de cara a los comicios del año siguiente, pero resultó derrotado. Fue nombrado presidente ejecutivo de la Refinadora Costarricense de Petróleo (RECOPE) en el período 1978-1982 bajo la administración Carazo Odio.

## Carrera literaria
Entre sus publicaciones se cuenta; El Monopolio Estatal de la Banca en Costa Rica (ensayo, 1963), Opiniones y Comentarios (ensayo, 1971), Los últimos noventa días (1981), El armario de Caoba, El Proyecto Fénix (1989), Conspiración en el Caribe (novela, 1986), El gallo pinto (novela, 1990) y Eulalia (teatro, 1996).

## Fallecimiento
Falleció el 14 de mayo de 2004 a los 77 años de edad.